# أليس بايلي
أليس بايلي هي مصممة مطبوعات ورسامة سويسرية، ولدت في 25 فبراير 1872 في جنيف في سويسرا، وتوفيت في 1938 في لوزان في سويسرا بسبب سل.

## روابط خارجية
- أليس بايلي على موقع ميوزك برينز (الإنجليزية)
- أليس بايلي على موقع ديسكوغز (الإنجليزية)